# San Miguel, Tuzantán
San Miguel är en ort i Mexiko.   Den ligger i kommunen Tuzantán och delstaten Chiapas, i den sydöstra delen av landet, 900 km sydost om huvudstaden Mexico City. San Miguel ligger 74 meter över havet och antalet invånare är 369.
Terrängen runt San Miguel är varierad. Runt San Miguel är det ganska tätbefolkat, med 207 invånare per kvadratkilometer. Närmaste större samhälle är Huixtla, 1,9 km väster om San Miguel. I omgivningarna runt San Miguel växer i huvudsak städsegrön lövskog.